# Bolbitis subcrenatoides
Bolbitis subcrenatoides är en träjonväxtart som beskrevs av Fraser-jenk. Bolbitis subcrenatoides ingår i släktet Bolbitis och familjen Dryopteridaceae. Inga underarter finns listade.